# Burnley Football Club 2021-2022
Questa voce raccoglie le informazioni riguardanti il Burnley Football Club nelle competizioni ufficiali della stagione 2021-2022.

## Maglie e sponsor
| Casa | Trasferta | Terza divisa |

Sponsor ufficiale: SpreadEx
Fornitore tecnico: Umbro

## Rosa
In corsivo i calciatori ceduti durante la stagione
| N. |                          | Ruolo | Calciatore              |
| -- | ------------------------ | ----- | ----------------------- |
| 1  | Inghilterra (bandiera)   | P     | Nick Pope               |
| 2  | Inghilterra (bandiera)   | D     | Matthew Lowton          |
| 3  | Inghilterra (bandiera)   | D     | Charlie Taylor          |
| 4  | Inghilterra (bandiera)   | C     | Jack Cork               |
| 5  | Inghilterra (bandiera)   | D     | James Tarkowski         |
| 6  | Inghilterra (bandiera)   | D     | Ben Mee ()              |
| 7  | Islanda (bandiera)       | C     | Jóhann Berg Guðmundsson |
| 8  | Inghilterra (bandiera)   | C     | Josh Brownhill          |
| 9  | Nuova Zelanda (bandiera) | A     | Chris Wood              |
| 9  | Paesi Bassi (bandiera)   | A     | Wout Weghorst           |
| 10 | Inghilterra (bandiera)   | A     | Ashley Barnes           |
| 11 | Inghilterra (bandiera)   | C     | Dwight McNeil           |
| 13 | Galles (bandiera)        | P     | Wayne Hennessey         |
| 14 | Galles (bandiera)        | D     | Connor Roberts          |

| N. |                           | Ruolo | Calciatore       |
| -- | ------------------------- | ----- | ---------------- |
| 16 | Inghilterra (bandiera)    | C     | Dale Stephens    |
| 17 | Inghilterra (bandiera)    | C     | Aaron Lennon     |
| 18 | Inghilterra (bandiera)    | C     | Ashley Westwood  |
| 19 | Inghilterra (bandiera)    | A     | Jay Rodriguez    |
| 20 | Costa d'Avorio (bandiera) | C     | Maxwel Cornet    |
| 22 | Irlanda (bandiera)        | D     | Nathan Collins   |
| 23 | Paesi Bassi (bandiera)    | D     | Erik Pieters     |
| 25 | Inghilterra (bandiera)    | P     | Will Norris      |
| 26 | Scozia (bandiera)         | D     | Phil Bardsley    |
| 27 | Rep. Ceca (bandiera)      | A     | Matěj Vydra      |
| 28 | Irlanda (bandiera)        | D     | Kevin Long       |
| 37 | Inghilterra (bandiera)    | D     | Bobby Thomas     |
| 38 | Inghilterra (bandiera)    | C     | Lewis Richardson |
| 39 | Inghilterra (bandiera)    | D     | Owen Dodgson     |

## Calciomercato

### Sessione estiva
| Acquisti         | Acquisti        | Acquisti        | Acquisti                   |
| R.               | Nome            | da              | Modalità                   |
| ---------------- | --------------- | --------------- | -------------------------- |
| A                | Maxwel Cornet   | Olympique Lione | definitivo (15 milioni €)  |
| D                | Nathan Collins  | Stoke City      | definitivo (14 milioni €)  |
| D                | Connor Roberts  | Swansea City    | definitivo (2,9 milioni €) |
| A                | Aaron Lennon    | Kayserispor     | gratuito                   |
| P                | Wayne Hennessey | Crystal Palace  | gratuito                   |
| Altre operazioni |                 |                 |                            |
| R.               | Nome            | da              | Modalità                   |

| Cessioni         | Cessioni               | Cessioni       | Cessioni                   |
| R.               | Nome                   | a              | Modalità                   |
| ---------------- | ---------------------- | -------------- | -------------------------- |
| D                | Ben Gibson             | Norwich City   | definitivo (9,3 milioni €) |
| C                | Josh Benson            | Barnsley       | definitivo (1,2 milioni €) |
| D                | Jimmy Dunne            | QPR            | gratuito                   |
| P                | Bailey Peacock-Farrell | Sheffield Weds | prestito                   |
| Altre operazioni |                        |                |                            |
| R.               | Nome                   | da             | Modalità                   |
| C                | Robbie Brady           |                | svincolato                 |

### Sessione invernale
| Acquisti         | Acquisti      | Acquisti  | Acquisti                    |
| R.               | Nome          | da        | Modalità                    |
| ---------------- | ------------- | --------- | --------------------------- |
| A                | Wout Weghorst | Wolfsburg | definitivo (17,5 milioni €) |
| Altre operazioni |               |           |                             |
| R.               | Nome          | da        | Modalità                    |

| Cessioni         | Cessioni   | Cessioni      | Cessioni                  |
| R.               | Nome       | a             | Modalità                  |
| ---------------- | ---------- | ------------- | ------------------------- |
| A                | Chris Wood | Newcastle Utd | definitivo (30 milioni €) |
| Altre operazioni |            |               |                           |
| R.               | Nome       | da            | Modalità                  |

## Risultati

### Premier League

#### Girone di andata
| Arbitro: | Coote |

|              |           |                             |
| Tarkowski 2’ | Marcatori | 73’ Maupay 78’ Mac Allister |

| Arbitro: | Dean |

|                   |           |  |
| Jota 18’ Mané 69’ | Marcatori |  |

| Arbitro: | Oliver |

|          |           |             |
| Wood 61’ | Marcatori | 86’ Bamford |

| Arbitro: | Atkinson |

|                                 |           |         |
| Keane 60’ Townsend 65’ Gray 66’ | Marcatori | 53’ Mee |

| Arbitro: | Taylor |

|  |           |              |
|  | Marcatori | 30’ Ødegaard |

| Arbitro: | Kavanagh |

|                |           |                             |
| Vardy 37’, 85’ | Marcatori | 12’ (aut.) Vardy 40’ Cornet |

| Burnley 2 ottobre 2021, ore 15:00 WEST 7ª giornata | Burnley | 0 – 0 referto | Norwich City | Turf Moor (17 427 spett.)\| Arbitro: \| Friend \| |
| Arbitro:                                           | Friend  |               |              |                                                   |

| Arbitro: | Atkinson |

|                            |           |  |
| B. Silva 12’ De Bruyne 70’ | Marcatori |  |

| Arbitro: | Kavanagh |

|                          |           |                 |
| Livramento 41’ Broja 50’ | Marcatori | 13’, 57’ Cornet |

| Arbitro: | Moss |

|                               |           |             |
| Wood 4’ Lowton 32’ Cornet 36’ | Marcatori | 79’ Ghoddos |

| Arbitro: | Marriner |

|             |           |           |
| Havertz 33’ | Marcatori | 79’ Vydra |

| Arbitro: | Hooper |

|                             |           |                           |
| Mee 19’ Wood 27’ Cornet 49’ | Marcatori | 8’, 36’ Benteke 41’ Guéhi |

| Arbitro: | Bankes |

|         |           |  |
| Mee 71’ | Marcatori |  |

| Wolverhampton 1º dicembre 2021, ore 19:30 WET 14ª giornata | Wolverhampton | 0 – 0 referto | Burnley | Molineux Stadium (30 328 spett.)\| Arbitro: \| Brooks \| |
| Arbitro:                                                   | Brooks        |               |         |                                                          |

| Arbitro: | Tierney |

|            |           |  |
| Wilson 40’ | Marcatori |  |

| Burnley 12 dicembre 2021, ore 16:00 WET 16ª giornata | Burnley | 0 – 0 referto | West Ham Utd | Turf Moor (18 065 spett.)\| Arbitro: \| Scott \| |
| Arbitro:                                             | Scott   |               |              |                                                  |

| Burnley 5 febbraio 2022, ore 18:00 WET 17ª giornata | Burnley                  | 0 – 0 referto | Watford | Turf Moor (19 527 spett.)\| Arbitro: \| Pawson (South Yorkshire) \| |
| Arbitro:                                            | Pawson (South Yorkshire) |               |         |                                                                     |

| Arbitro: | Tierney |

|             |           |                   |
| Buendía 48’ | Marcatori | 45’ (rig.) Barnes |

| Arbitro: | Dean |

|                                      |           |                                    |
| Collins 12’ Rodriguez 57’ Cornet 85’ | Marcatori | 18’ (rig.), 41’ (rig.) Richarlison |

#### Girone di ritorno
| Arbitro: | Moss |

|                                         |           |            |
| McTominay 8’ Mee 27’ (aut.) Ronaldo 35’ | Marcatori | 38’ Lennon |

| Arbitro: | Tierney (Lancashire) |

|                                     |           |            |
| Harrison 39’ Dallas 77’ James 90+2’ | Marcatori | 54’ Cornet |

| Arbitro: | Kavanagh |

|  |           |                        |
|  | Marcatori | 82’ Maddison 90’ Vardy |

| Londra 22 gennaio 2022, ore 14:00 WET 23ª giornata | Arsenal | 0 – 0 referto | Burnley | Emirates Stadium (59 255 spett.)\| Arbitro: \| Coote \| |
| Arbitro:                                           | Coote   |               |         |                                                         |

| Arbitro: | Dean |

|               |           |           |
| Rodriguez 47’ | Marcatori | 18’ Pogba |

| Arbitro: | Atkinson |

|  |           |             |
|  | Marcatori | 40’ Fabinho |

| Arbitro: | Friend |

|  |           |                                       |
|  | Marcatori | 21’ Weghorst 40’ Brownhill 69’ Lennon |

| Arbitro: | Moss |

|            |           |                        |
| Schlupp 9’ | Marcatori | 46’ (aut.) Milivojević |

| Arbitro: | Marriner |

|  |           |                                        |
|  | Marcatori | 47’ James 53’, 55’ Havertz 69’ Pulisic |

| Arbitro: | Tierney |

|                         |           |  |
| Toney 85’, 90+4’ (rig.) | Marcatori |  |

| Arbitro: | Attwell |

|                         |           |  |
| Roberts 12’ Collins 44’ | Marcatori |  |

| Arbitro: | Pawson |

|  |           |                           |
|  | Marcatori | 5’ De Bruyne 25’ Gündoğan |

| Arbitro: | Oliver |

|                         |           |  |
| Lees-Melou 9’ Pukki 86’ | Marcatori |  |

| Arbitro: | Tierney |

|            |           |              |
| Souček 48’ | Marcatori | 33’ Weghorst |

| Arbitro: | Taylor |

|           |           |  |
| Vydra 62’ | Marcatori |  |

| Arbitro: | Pawson |

|                     |           |                        |
| Tarkowski 8’ (aut.) | Marcatori | 83’ Cork 86’ Brownhill |

| Arbitro: | Coote |

|              |           |                                 |
| Cornet 90+1’ | Marcatori | 7’ Ings 31’ Buendía 52’ Watkins |

| Arbitro: | Friend |

|                   |           |  |
| Kane 45+8’ (rig.) | Marcatori |  |

| Arbitro: | Pawson |

|            |           |                        |
| Cornet 69’ | Marcatori | 20’ (rig.), 60’ Wilson |

### EFL Cup

#### Turni eliminatori
| Arbitro: | Langford |

|                                                      |                      |                                     |
| Saint-Maximin Willock Joelinton S. Longstaff Almirón | Tiri di rigore 3 – 4 | Wood Barnes McNeil Brownhill Taylor |

| Arbitro: | Eltringham |

|                                  |           |             |
| Jay Rodriguez 50’, 60’, 62’, 77’ | Marcatori | 47’ Beesley |

| Arbitro: | Bankes |

|  |           |           |
|  | Marcatori | 68’ Lucas |

## Statistiche

### Statistiche di squadra
Statistiche aggiornate al 24 maggio 2022.
| Competizione   | Punti | In casa | In casa | In casa | In casa | In casa | In casa | In trasferta | In trasferta | In trasferta | In trasferta | In trasferta | In trasferta | Totale | Totale | Totale | Totale | Totale | Totale | DR  |
| Competizione   | Punti | G       | V       | N       | P       | Gf      | Gs      | G            | V            | N            | P            | Gf           | Gs           | G      | V      | N      | P      | Gf     | Gs     | DR  |
| -------------- | ----- | ------- | ------- | ------- | ------- | ------- | ------- | ------------ | ------------ | ------------ | ------------ | ------------ | ------------ | ------ | ------ | ------ | ------ | ------ | ------ | --- |
| Premier League | 35    | 19      | 5       | 6       | 8       | 18      | 25      | 19           | 2            | 8            | 9            | 16           | 28           | 38     | 7      | 14     | 17     | 34     | 53     | -19 |
| FA Cup         | -     | 1       | 0       | 0       | 1       | 1       | 2       | 0            | 0            | 0            | 0            | 0            | 0            | 1      | 0      | 0      | 1      | 1      | 2      | -1  |
| League Cup     | -     | 2       | 1       | 0       | 1       | 4       | 2       | 1            | 0            | 1            | 0            | 0            | 0            | 3      | 1      | 1      | 1      | 4      | 2      | +2  |
| Totale         | -     | 22      | 6       | 6       | 10      | 23      | 29      | 20           | 2            | 9            | 9            | 16           | 28           | 42     | 8      | 15     | 19     | 39     | 57     | -18 |

### Andamento in campionato
| Giornata  | 1  | 2  | 3  | 4  | 5  | 6  | 7  | 8  | 9  | 10 | 11 | 12 | 13 | 14 | 15 | 16 | 17 | 18 | 19 | 20 | 21 | 22 | 23 | 24 | 25 | 26 | 27 | 28 | 29 | 30 | 31 | 32 | 33 | 34 | 35 | 36 | 37 | 38 |
| --------- | -- | -- | -- | -- | -- | -- | -- | -- | -- | -- | -- | -- | -- | -- | -- | -- | -- | -- | -- | -- | -- | -- | -- | -- | -- | -- | -- | -- | -- | -- | -- | -- | -- | -- | -- | -- | -- | -- |
| Luogo     | C  | T  | C  | T  | C  | T  | C  | T  | T  | C  | T  | C  | C  | T  | T  | C  | C  | T  | C  | T  | T  | C  | T  | C  | C  | T  | T  | C  | T  | C  | C  | T  | T  | C  | T  | C  | T  | C  |
| Risultato | P  | P  | N  | P  | P  | N  | N  | P  | N  | V  | N  | N  | V  | N  | P  | N  | N  | N  | V  | P  | P  | P  | N  | N  | P  | V  | N  | P  | P  | V  | P  | P  | N  | V  | V  | P  | P  | P  |
| Posizione | 12 | 17 | 16 | 18 | 19 | 19 | 18 | 18 | 18 | 18 | 18 | 18 | 17 | 17 | 17 | 17 | 17 | 16 | 16 | 16 | 16 | 17 | 17 | 17 | 18 | 16 | 16 | 17 | 18 | 17 | 17 | 18 | 18 | 18 | 17 | 17 | 17 | 18 |

Legenda:

Luogo: C = Casa; T = Trasferta. Risultato: V = Vittoria; N = Pareggio; P = Sconfitta.